# Pacheco (Califórnia)
Pacheco é uma Região censo-designada localizada no estado americano da Califórnia, no Condado de Contra Costa.

## Geografia
A área total da cidade é de 1,9 km² (0,7 mi²), sendo tudo coberto por terra.

### Localidades na vizinhança
O diagrama seguinte representa as localidades num raio de 8 km ao redor de Pacheco.

## Demografia
De acordo com o censo de 2000, a densidade populacional é de 1884,0/km² (4878,4/mi²) entre os 3562 habitantes, distribuídos da seguinte forma:
- 82,85% caucasianos
- 2,22% afro-americanos
- 0,79% nativo americanos
- 7,41% asiáticos
- 0,22% nativos de ilhas do Pacífico
- 2,95% outros
- 3,57% mestiços
- 11,82% latinos

Existem 923 famílias na cidade, e a quantidade média de pessoas por residência é de 2,28 pessoas.

## Marco histórico

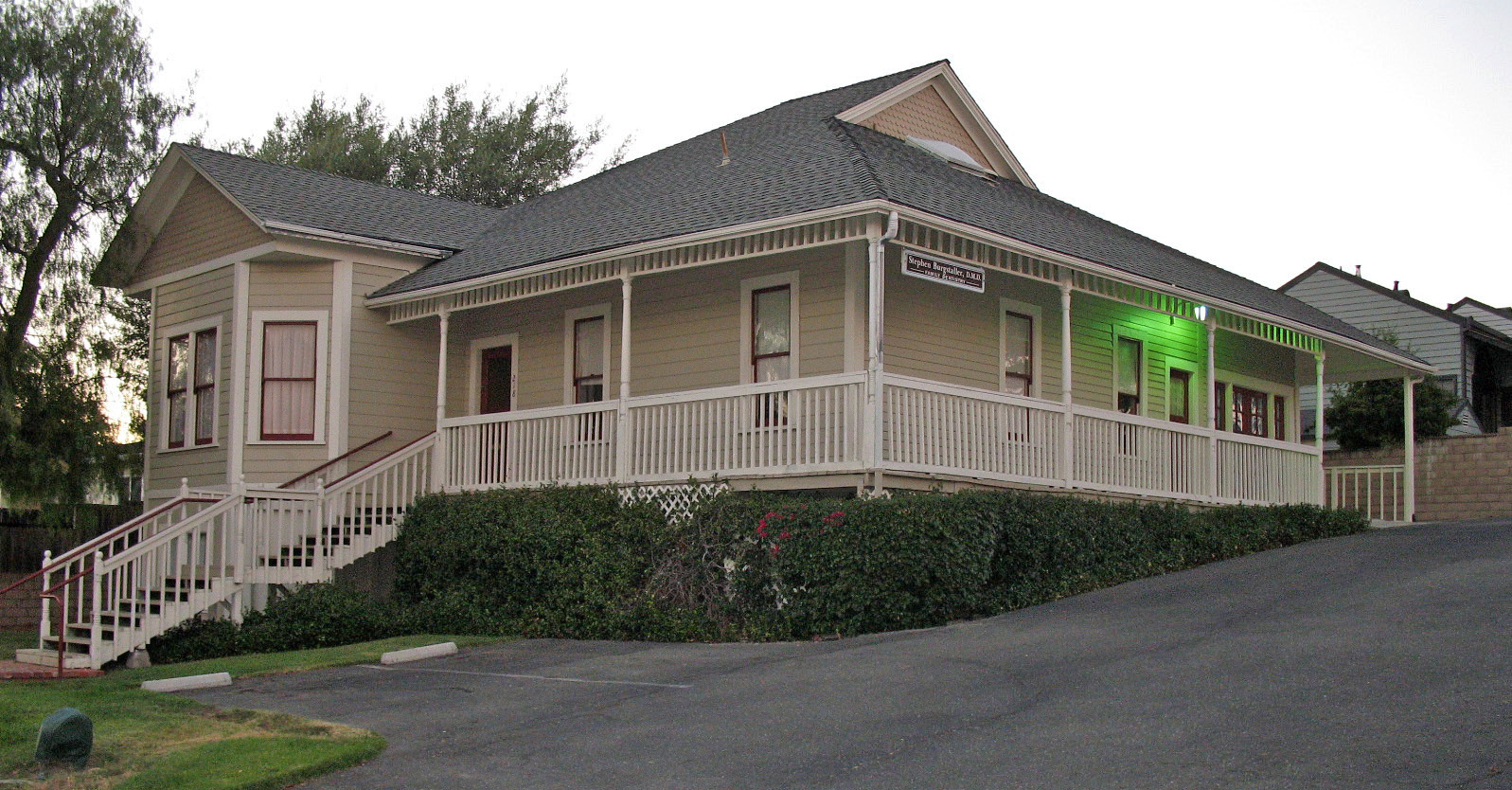
William T. Hendrick House.

Pacheco possui apenas uma entrada no Registro Nacional de Lugares Históricos, a William T. Hendrick House.